# Tjocknäbbad grässmyg
För Amytornis textilis, se västlig grässmyg.
Tjocknäbbad grässmyg (Amytornis modestus) är en fågel i familjen blåsmygar inom ordningen tättingar.

## Utseende
Tjocknäbbad grässmyg är en liten brunaktig fågel med tunn vit streckning och en lång stjärt som hålls rest. Ovansidan är ljusbrun, undersidan än ljusare. Jämfört med blåsmygarna är den mycket kraftigare, med tunna vita streck på huvud och bröst.

## Utbredning och systematik
Tjocknäbbad grässmyg delas in i sex underarter med följande utbredning:
- A. m. modestus – centrala Australien, numera utdöd
- A. m. indulkanna – västcentrala Australien
- A. m. raglessi – Flinders Ranges (sydcentrala Australien)
- A. m. curnamona – Lake Frome Basin (sydcentrala Australia)
- A. m. obscurior – nordvästra New South Wales
- A. m. inexpectatus – norra och södra New South Wales, numera utdöd

Den och västlig grässmyg (A. textilis) betraktades tidigare som samma art. 

## Levnadssätt
Tjocknäbbad grässmyg hittas i öppna buskmarker. Den födosöker på marken, kilande mellan buskagen.

## Status och hot
Arten har ett stort utbredningsområde, men tros minska i antal, dock inte tillräckligt kraftigt för att den ska betraktas som hotad. Internationella naturvårdsunionen IUCN listar arten som livskraftig (LC).